# 알다브라섬

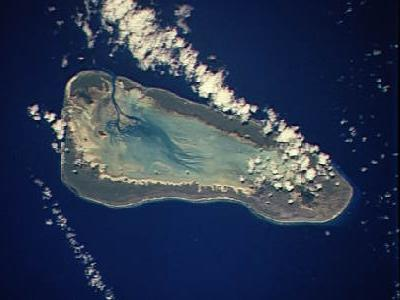
알다브라섬의 위성사진

알다브라섬(Aldabra)은 인도양에 위치한 알다브라 제도의 산호초섬(환초)으로 세이셸의 영토에 속한다. 이 섬은 아프리카 대륙과 마다가스카르섬 사이에 놓여 있다. 사람들의 손길이 거의 닿지 않은 곳으로 알다브라코끼리거북을 비롯하여 특유의 동물군을 지니고 있어 섬 전체가 세계유산으로 지정되어 있다. 특히 알다브라섬은 알다브라코끼리거북의 서식지로도 유명하며 그 개체수는 10만 마리에 육박한다. 그외에 대모, 청색바다거북, 귀상어, 꼬치고기의 서식지로 유명하며, 지금은 멸종한 알다브라흰눈썹뜸부기 비롯한 날지 못하는 새들의 서식지로도 유명하다. 알다브라섬은 어섬션섬(Assumption)과 어스토브 제도(Astove), 코스몰레도(Cosmoledo) 등과 함께 알다브라 제도를 형성한다.

## 역사

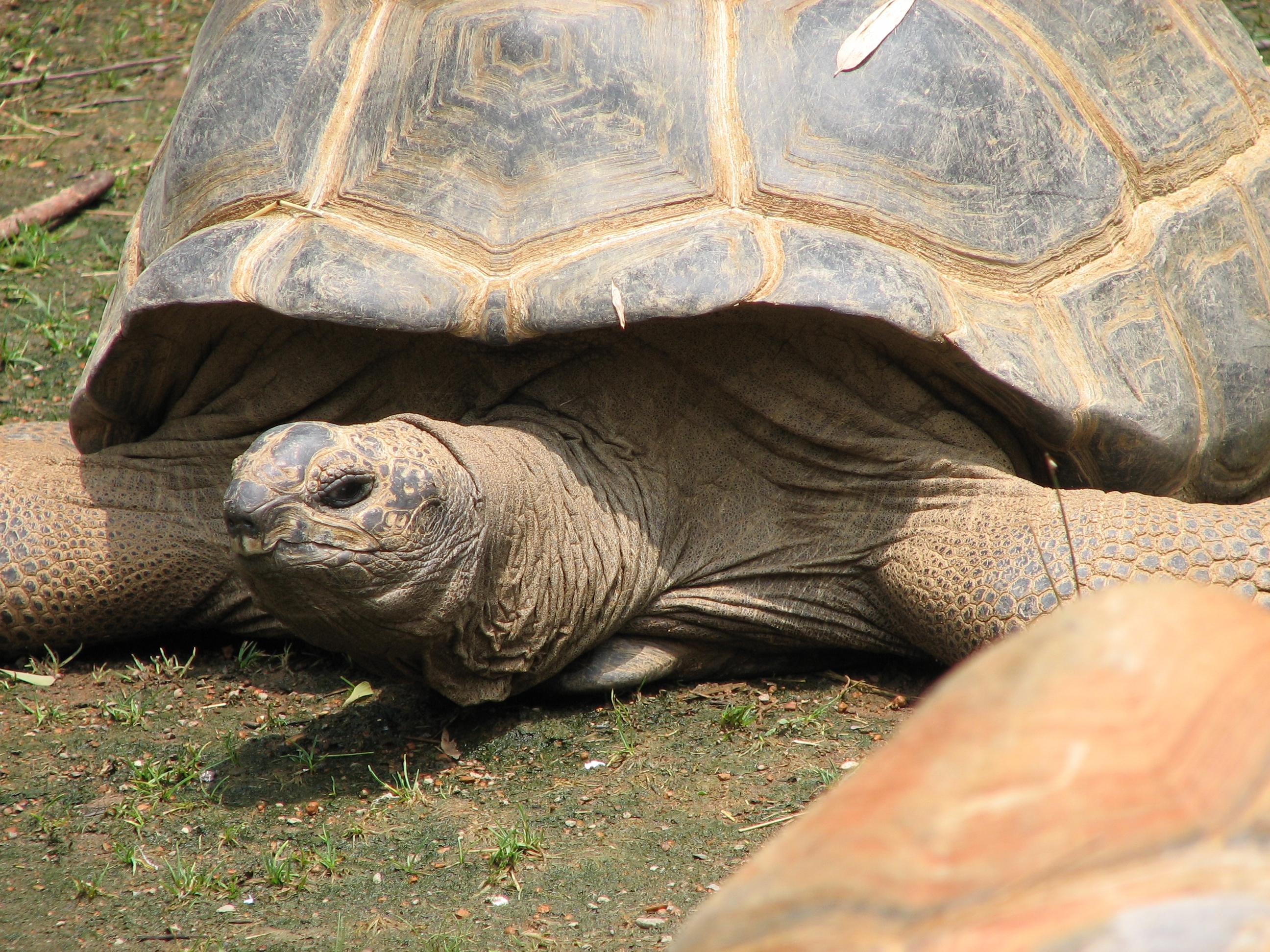
알다브라 코끼리거북

알다브라는 1511년 포르투갈 항해자들이 발견하였으나, 그 이전에 이미 아랍 세계에 그 존재가 알려져 있었다. 18세기 중엽, 프랑스 식민지인 레위니옹의 부속령이 되었으며, 코끼리거북을 포획하기 위한 탐험대가 만들어졌다. 1810년 모리셔스, 레위니옹, 세이셸 등의 섬과 함께 영국으로 영유권이 넘어간다. 이 중 레위니옹은 프랑스에게 반환되나, 알다브라와 세이셸의 여러 섬은 모리셔스의 부속령이 되어 영국의 영토로 남는다. 이후 1965년까지 영국령 인도양 지역에 속하였으나 1976년 세이셸 공화국의 독립과 함께 그 일원이 된다.
이섬의 옛 주민은 세이셸로부터 건너온 이주민이었다. 19세기에 선원들이 이 섬에 상륙하였고, 식량을 얻기 위해 코끼리거북을 사냥하였다. 1842년에 2척의 배가 1200마리의 코끼리거북을 포획했다는 기록이 남아 있다. 1900년까지 코끼리거북은 거의 멸종 상태에 이르렀으며, 한 마리를 포획하기 위해 3일 이상을 사냥해야 했다고 한다.
알다브라를 1982년 11월 19일 세계유산으로 지정하였으며, 세이셸 정부가 보호하고 있다. 1960년대 영국과 미국이 이곳에 공군 기지를 두는 문제를 두고 협상이 진행됨에 따라 환경 파괴가 우려되었다. 이 협상은 환경보호론자들의 격렬한 반대에 부딪혔고, 그들의 로비로 인해 포기되었다.
현재 이 섬에 상주하는 인원은 없으나, 남서쪽 끝 피카르섬의 버려진 정착지에 경비대원과 연구원 등이 주기적으로 거주한다.

## 지리

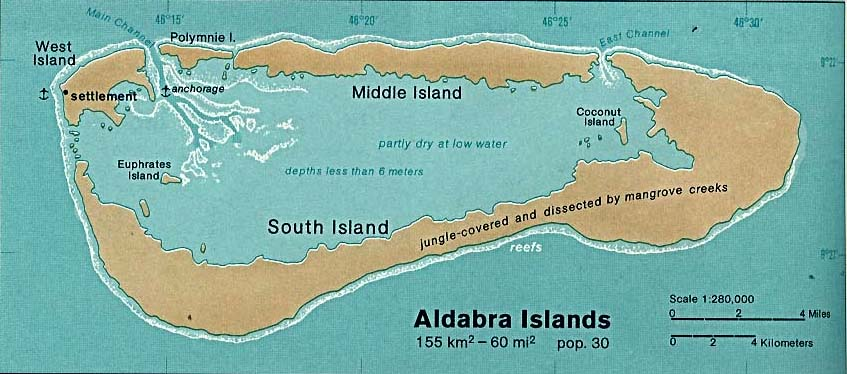
알다브라섬의 지도

알다브라섬은 마다가스카르 북쪽으로부터 북서쪽으로 430km 떨어져 있으며 세이셸의 수도가 위치한 마헤섬과는 남동쪽으로 1150km 떨어져 있다. 알다브라섬으로부터 남서쪽으로 350km 떨어진 곳에는 코모로 제도가 위치한다.
이 섬의 면적은 155.4 km2로 북태평양의 키리티마티섬에 이어 두 번째로 큰 산호초 섬이다. 34km의 길이와 14.5km의 폭을 가지고 있으며 해발 8 미터 높이로 떠있다. 이 섬을 둘러싼 산호의 면적은 224 km2인데, 2/3 가량이 육지를 형성하고 있다.
알다브라섬은 물길이 나 있어 4개의 섬으로 나뉘는데 각각 사우스섬(South Island/ 116.1 km2), 말라바르 혹은 미들섬(Malabar, Middle Island/ 26.8 km2, 폴림니엘리 혹은 폴림니에섬(Polymnieli, Polymnie/ 4.75 km2), 피카르 혹은 웨스트섬(Picard, West Island/ 9.4 km2) 이라 불린다.